# Малреди, Уильям
Уильям Малреди (ранее иногда Мюльреди, англ. William Mulready; 1786—1863) — известный английский живописец-жанрист, член Лондонской Академии изобразительных искусств (с 1816).

## Биография
Уильям Малреди родился в Ирландии, очень рано попал в Лондон и пятнадцати лет от роду поступил в ученики лондонской Академии художеств. Ряд рисунков, изготовленных им в 1806 году для детской книжки «Бал у бабочек», доставил ему сразу популярность, которую ещё более распространили следовавшие за тем иллюстрации к таким же изданиям: «Львиный маскарад», «Павлин в домашней жизни», «Праздник сверчков», «Бал у львов», «Путешествие комара в Бразилию», «Кошачий концерт», «Прием у водяного царя», «Думайте, прежде чем начнете говорить» и др.
Не ограничиваясь изготовлением подобных рисунков, Малреди вначале писал портреты и пейзажи, хотя ни те, ни другие, очевидно, не составляли настоящего его призвания. В 1809 году он выставил первые, серьёзно обработанные свои бытовые картины: «Мастерская столяра» и «Возвращение из кабачка».
С этого времени он написал множество жанров, в которых, кроме глубокого знакомства с детским миром и любви к нему, выражается его редкая способность располагать изображаемое действие умно, правдиво, драматично и оживлять выведенные на сцену лица большой выразительностью. Привлекательность его картин увеличивается прекрасным рисунком и приятным колоритом. Главные, особенно известные между ними: «Маленький брат», «Переправа через брод», «Детская школа» (находятся в Лондонской национальной галерее, точно так же, как и «Возвращение из кабачка»), «Ленивые дети», «Прерванный поединок», «Мишень», «Дележ завтрака», «Первая любовь», «Выбор материи на подвенечное платье», «Волк и ягненок», «Внутренность английской хижины», «Цирюльня», «Купальщица», «Переезд через фиорд», «Жизнь есть театр» и «Продавец игрушек». Замечательны, сверх того, иллюстрации Малреди к «Векефильдскому священнику» (1840), некоторые сцены которого он воспроизвел также в картинах, писанных масляными красками.
Его этюды человеческого тела были приобретены английским правительством и введены в употребление, как учебное пособие, в художественных школах.

## Конверты Малреди
В 1840 году по приглашению британского казначейства Малреди принял участие в конкурсе эскизов для планируемого выпуска цельных вещей, который выиграл, получив первую премию. Выпущенные по его эскизу цельные вещи получили название по имени их создателя «конвертов Малреди».

## Иллюстрации
- Захоронение художника на кладбище Кенсал Грин, Лондон
- Иллюстрация к «Векфильдскому священнику» Оливера Голдсмита

### Художественная информация
- County Clare Library Famous Artist Born in Ennis
- Emory University’s Shakespeare Illustrated Mulready’s Seven Ages of Man
- National Portrait Gallery, London Portraits of, and by, William Mulready
- Tate Collection, UK Works by William Mulready

### Филателистическая информация
- 1d Mulready Letter Sheet
- 2d Mulready Letter Sheet
- Mulready Stationery Envelopes, Letter Sheets, Parodies and Exhibit Pages
- National Postal Museum, Washington, D.C. Stamps That Changed the World

### Другое
- Kensal Green Cemetery Tour Схема месторасположения захоронения художника